# Selenia lilacina
Selenia lilacina är en fjärilsart som beskrevs av Barend J. Lempke 1970. Selenia lilacina ingår i släktet Selenia och familjen mätare. Inga underarter finns listade.